# 朝雲照代
朝雲 照代（あさぐも てるよ、1922年〈大正11年〉10月6日 - ）は日本の女優。本名、玉木愛子。

## 経歴
1922年、神奈川県横浜市に生まれる。宝塚音楽歌劇学校を卒業後、1936年に宝塚少女歌劇団（25期生）の初舞台を踏む。1940年に退団。
杉狂児と共演した大映映画「青空交響楽」（1943年）や「赤胴鈴之助」シリーズなどに出演したことで知られる。
「青空交響楽」の主題歌「青い牧場」は当初、杉狂児とのデュエットでレコーディングしたが、杉狂児の歌い方が「ふざけている」と当局から指摘を受け、発売禁止処分となった。代理で歌ったのは藤山一郎と奈良光枝。
1949年に東横映画に移籍し、1951年の合併により東映に所属。その後、フリーとなり活動を続けたが、1964年頃に芸能界を引退。

## 主な出演作

### 映画
- 女學生と兵隊（1940年） -　菊江
- 青空交響楽（1943年）
- 重慶から来た男（1943年） -　礼子
- 獄門島（1949年） - 鬼頭雪枝
- 獄門島 解明篇（1949年） - 鬼頭雪枝
- 弥次喜多猫化け道中（1949年） - 唄の神様おとら
- 旗本退屈男捕物控 毒殺魔殿（1950年） - 緋牡丹お銀
- お艶殺し（1951年） - お市
- 旗本退屈男 唐人街の鬼（1951年） - 五百
- 八ツ墓村（1951年） - 野々宮美也子
- 清水港は鬼より怖い（1952年） - お照
- ひよどり草紙（1952年） - お輝
- 雪之丞変化（1954年） -　雪之丞の母
- 椿説弓張月 第一篇 筑紫の若武者（1955年） - 海棠
- 弓張月 第二篇 運命の白縫姫（1955年） - 海棠
- 弓張月 完結篇 南海の覇者（1955年） - 海棠
- 水戸黄門漫遊記 怪猫乱舞（1956年） - お市の方
- 海の百万石（1956年） - うた女
- 夜の河（1956年） - 奥さん
- 母白雪（1956年） - 小峰静子
- 源氏物語 浮舟（1957年） - 園生
- 赤胴鈴之助（1957年） - お藤
- 赤胴鈴之助 月夜の怪人（1957年） - お藤
- 赤胴鈴之助 新月塔の妖鬼（1957年） - お藤
- 赤胴鈴之助 一本足の魔人（1957年） - お藤
- 赤胴鈴之助 三つ目の鳥人（1958年） - お藤
- 忠臣蔵（1958年） - 塩山まき
- 白蛇小町（1958年） - おすが
- 誰よりも金を愛す（1961年） - 石田夫人

### テレビドラマ
- 鷺娘雪の夜話（1957年、NHK）
- ナガシマくん（1961年、TBS）
- 特別機動捜査隊 第104話「爆音地帯」（1963年、NET）
- 三匹の侍 第12話（1964年、フジテレビ）
- 夫婦百景 第307回「やどかり夫婦」（1964年、日本テレビ）